# AfterLogic WebMail Lite
AfterLogic WebMail Lite — безплатний POP3/IMAP4 вебмейл з AJAX-інтерфейсом, реалізований для платформ PHP та ASP.NET. Версію для PHP опубліковано згідно з ліцензією AGPLv3, а версію для ASP.NET — як безплатне (freeware) програмне забезпечення.

## Можливості програми
- Реалізовано для платформ PHP та ASP.NET
- Розширена підтримка CPanel, Plesk та DirectAdmin (в версії для PHP)
- Застосовано технологію AJAX
- Робота з поштою включає до себе: перегляд, відправку повідомлень, пересилання, видалення, збереження на диск, друк тощо
- При перегляді повідомлень у HTML-форматі видаляється потенційно небезпечний код Javascript і блокуються зовнішні зображення
- Реалізовано область попереднього перегляду повідомлення
- Адміністрування за допомогою вебінтерфейсу
- Локалізації для більш ніж 15 мов
- Реалізовано API для інтеграції AfterLogic Webmail Lite з іншими серверними програмними продуктами
- Підтримка SSL

## Локалізація
AfterLogic WebMail Lite доступний на вісімнадцяти мовах світу. Серед них англійська, німецька, японська, російська, українська, польська, французька, іспанська та інші.

## Технології
AfterLogic WebMail Lite працює з поштовим сервером, використовуючи протоколи POP3/IMAP4/SMTP/SSL. Вебінтерфейс розроблено з застосуванням технології AJAX.